# Rogów (gemeente)

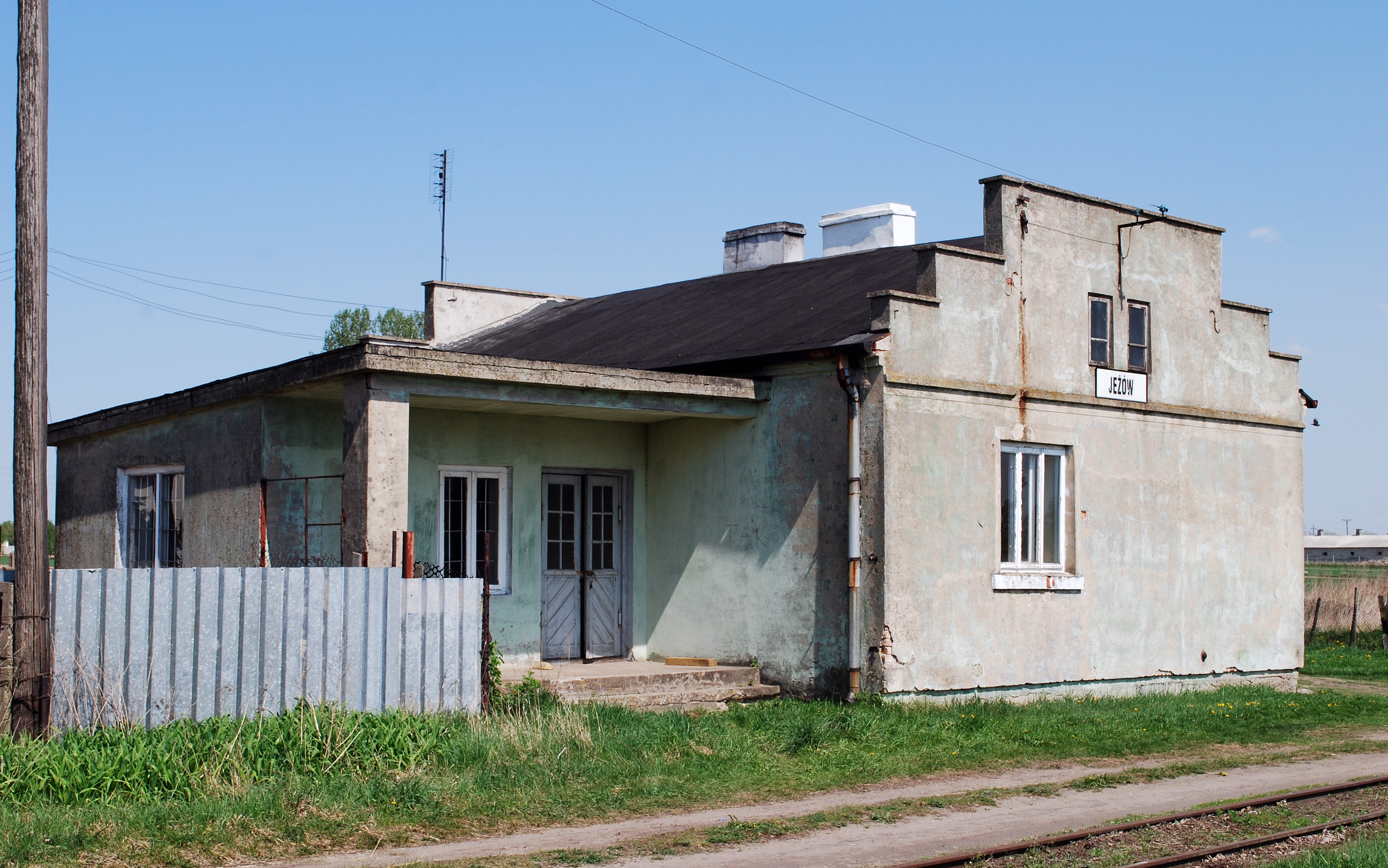
Het station van Jezow

De gemeente Rogów is een landgemeente in het Poolse woiwodschap Łódź, in powiat Brzeziński.
De zetel van de gemeente is in Rogów.
Op 30 juni 2004 telde de gemeente 4669 inwoners.

## Oppervlakte gegevens
In 2002 bedroeg de totale oppervlakte van gemeente Rogów 66,23 km², waarvan:
- agrarisch gebied: 70%
- bossen: 21%

De gemeente beslaat 18,47% van de totale oppervlakte van de powiat.

## Demografie
Stand op 30 juni 2004:
| Omschrijving                   | Totaal | Totaal | Vrouwen | Vrouwen | Mannen | Mannen |
| ------------------------------ | ------ | ------ | ------- | ------- | ------ | ------ |
| eenheid                        | aantal | %      | aantal  | %       | aantal | %      |
| inwoners                       | 4669   | 100    | 2322    | 49,7    | 2347   | 50,3   |
| bevolkingsdichtheid (inw./km²) | 70,5   | 70,5   | 35,1    | 35,1    | 35,4   | 35,4   |

In 2002 bedroeg het gemiddelde inkomen per inwoner 1279,06 zł.

## Plaatsen
Jasień, Józefów, Kobylin, Kotulin, Marianów Rogowski, Mroga Dolna, Mroga Górna, Nowe Wągry, Olsza, Popień, Przyłęk Duży, Przyłęk Mały, Rogów, Rogów Wieś, Romanówek, Stefanów, Wągry, Zacywilki.

## Aangrenzende gemeenten
Brzeziny, Dmosin, Jeżów, Koluszki, Lipce Reymontowskie, Słupia